# Фёдоров, Виля Александрович
Виля Александрович Фёдоров (23 февраля 1925, Одесса, УССР, СССР — 26 июня 2007) — советский сценарист, участник Великой Отечественной войны.

## Биография
Родился 23 февраля 1925 года в Одессе. С 1943 по 1944 год учился в Пермском военно-морском училище, после его окончания был мобилизован в армию и направлен на фронт, отслужив год и встретив победу, был демобилизован. 
В 1951 году поступил на филологический факультет Одесского государственного университета, который он окончил в 1956 году, одновременно с этим окончил и Одесскую партийную школу. С 1947 по 1951 год работал в ЦК ВЛКСМ на комсомольской работе. Работал в должности помощника капитана по политике на кораблях Ленинград и Товарищ. Начиная с 1958 года начал свою работу в области кинематографа — вошёл в штат Одесской киностудии, сначала в качестве начальника сценарного отдела, затем был избран директором данной киностудии.
Скончался 26 июня 2007 года.

### Личная жизнь
В 1947 году Виля Фёдоров женился на Нине Фёдоровой. У семьи родилась дочь Анна.

## Фильмография

### Сценарист
- 1960 — Сильнее урагана